# Muskat-Trollinger

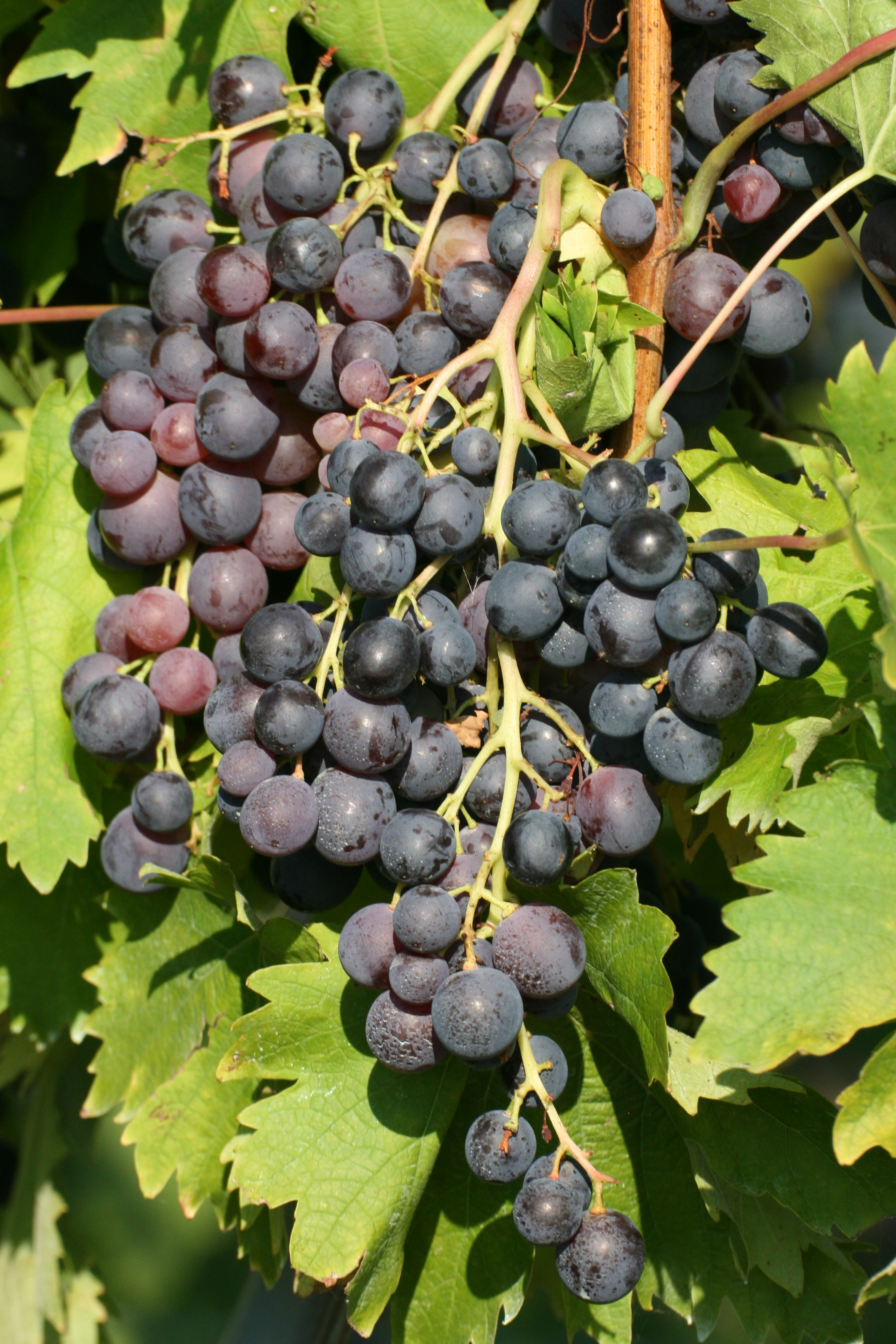
Muskat-Trollinger

Muskat-Trollinger (auch: Muskattrollinger) ist eine sehr spät reifende Rotweinsorte mit großen Beeren, die bereits 1836 erwähnt wurde. Sie wurde früher als Spielart oder Abkömmling des Trollinger (vielleicht durch eine zufällige Kreuzung mit dem Muskateller) angesehen. Muskat-Trollinger gilt aber heute als eigenständige Sorte und wird ebenso wie der Trollinger hauptsächlich in Württemberg angebaut. 
Als Tafeltraube ist sie auch unter der Bezeichnung Muskat Hamburg bekannt und wird verbreitet angebaut. Um 1900 wurde sie zusammen mit dem Trollinger (Black Hamburg) oft in Gewächshäusern erzogen. Besonders die Niederlande und Belgien waren für ihre Gewächshaustrauben bekannt.
Ihren Namen verdankt die Rebe dem intensiven, aber unaufdringlichen Muskatbukett; mit dem Trollinger teilt sie die rubinrote Färbung und gute Bekömmlichkeit.